# Сольсе
Сольсе́ (фр. Saulcet) — коммуна во Франции, находится в регионе Овернь. Департамент коммуны — Алье. Входит в состав кантона Сен-Пурсен-сюр-Сиуль. Округ коммуны — Мулен.
Код INSEE коммуны — 03267.

## Население
Население коммуны на 2008 год составляло 652 человека.
| 1962 | 1968 | 1975 | 1982 | 1990 | 1999 | 2008 |
| ---- | ---- | ---- | ---- | ---- | ---- | ---- |
| 502  | 536  | 519  | 577  | 589  | 608  | 652  |

## Экономика
В 2007 году среди 416 человек в трудоспособном возрасте (15—64 лет) 302 были экономически активными, 114 — неактивными (показатель активности — 72,6 %, в 1999 году было 69,9 %). Из 302 активных работали 275 человек (149 мужчин и 126 женщин), безработных было 27 (12 мужчин и 15 женщин). Среди 114 неактивных 21 человек были учениками или студентами, 63 — пенсионерами, 30 были неактивными по другим причинам.

## Достопримечательности
- Романская церковь Сен-Жюльен (XII век). Имеет красивую колокольню, увенчанную высоким каменным восьмиугольным шпилем. Исторический памятник.